# Aksys Games
Aksys Games est une société américaine, fondée en 2006, qui édite et localise des jeux vidéo. La spécialité de la compagnie est de traduire des jeux vidéo japonais pour les marchés anglophones. La compagnie fut fondée par Akibo Shieh en 2006. Certain de ces clients incluent Namco Bandai Games, Xseed Games et Atlus. Aksys Games est reconnu pour avoir édité la série Guilty Gear.

## Liste des jeux

### Arcade
- BlazBlue: Calamity Trigger (Taito Type X2)

### Nintendo DS
- From the Abyss
- Hoshigami Remix
- Jake Hunter: Detective Chronicles
- Princess on Ice
- Super Dodgeball Brawlers
- Theresia: Dear Emile
- 999: Nine Hours, Nine Persons, Nine Doors

### Wii
- MiniCopter: Adventure Flight
- Guilty Gear XX Accent Core
- Guilty Gear XX Accent Core Plus
- Hooked! Real Motion Fishing
- Castle of Shikigami III
- Family Table Tennis (WiiWare)
- Family Glide Hockey (WiiWare)
- Bit.Trip: Beat (WiiWare)
- Family Pirate Party (WiiWare)

### PlayStation 2
- Eagle Eye Golf
- Guilty Gear XX Accent Core
- Guilty Gear XX Accent Core Plus

### PlayStation Portable
- Guilty Gear XX Accent Core Plus

### Playstation 3
- BlazBlue: Calamity Trigger

### Xbox 360
- Battle Fantasia
- Guilty Gear 2: Overture
- BlazBlue: Calamity Trigger